# Élections municipales de 2012 à Maricá
Les élections municipales de 2012 à Maricá a eu lieu 7 octobre 2012, élisant le maire, le vice-maire et les conseillers de la ville. Le maire élu a pris ses fonctions le 1 janvier 2013 et son mandat a pris fin le 1 janvier 2017.
À l'issue du premier tour, malgré une réduction de sa coalition et l'émergence de deux candidatures d'opposition du centrão et de la droite, Washington Quaquá (PT) est réélu maire avec 42% des suffrages exprimés.

## Contexte
Lors de l'élection de 2012, le maire sortant  Washington Quaquá (PT) se représente à sa réélection. Cette fois-ci, ce dernier ne bénéficie plus d'une large coalition attrape-tout le soutenant.
Comme en 2008, le  Parti démocratique travailliste fait le choix d'une candidature autonome et s'allie avec le PMDB.
Le maire sortant de gauche fait face à la seconde candidature de Marcelo Delaroli, ayant rallié les Démocrates et créer une coalition d'opposition avec le Parti socialiste brésilien, Parti de la République et Parti de la social-démocratie brésilienne.
Mais également, le parti des Progressistes fait le choix, comme en 2008, de soutenir un candidat, cette-fois ci en coalition avec le nouveau Parti social démocratique, crée en 2011.
Le parti de gauche radicale Parti socialisme et liberté, crée quelques années auparavant, présente également une candidature autonome et avec comme candidate Conceição Marques.

### Analyse
Le maire sortant Washington Quaquá l'emporte dès le premier tour, avec un écart de 3 000 voix face au candidat Marcelo Delaroli. Lors de l'élection, Quaquá a fait face à une opposition davantage coalisée autour de Delaroli plutôt que celle de Quaquá, ainsi qu'une mobilisation moins massive dans les urnes et un plus grand taux d'abstention lors de l'élection. 
Au conseil municipal, en raison de cette absence de large coalition, Washington Quaquá n'obtient pas la majorité à 1 siège près, la coalition du maire ayant 5 sièges, contre 6 sièges sur 11 pour l'opposition ou indépendant, comme le PTdoB.

## Résultats

### Élection du Maire
| Tour unique              | Tour unique              | Tour unique              | Tour unique                               | Tour unique                     | Tour unique | Tour unique |
| Candidat                 | Candidat                 | Candidat                 | Parti                                     | Coalition                       | Voix        | %           |
| ------------------------ | ------------------------ | ------------------------ | ----------------------------------------- | ------------------------------- | ----------- | ----------- |
| Washington Quaquá        |                          |                          | Parti des travailleurs                    | PRP - PTB - PPL                 | 26 622      | 42,48       |
| Marcelo Delaroli         |                          |                          | Démocrates                                | PSB - PR - PSDB                 | 23 703      | 37,82       |
| Ricardo Queiroz          |                          |                          | Parti du mouvement démocratique brésilien | Parti démocratique travailliste | 9 088       | 14,50       |
| Hélcio Ângelo            |                          |                          | Parti social démocratique                 | Progressistes                   | 2 207       | 3,52        |
| Antonio Saraiva da Rocha |                          |                          | PSOL                                      | Aucune                          | 1 054       | 1,68        |
|                          |                          |                          |                                           |                                 |             |             |
| Votes valides            | Votes valides            | Votes valides            | Votes valides                             | Votes valides                   | 62 674      | 90,04       |
| Votes blancs             | Votes blancs             | Votes blancs             | Votes blancs                              | Votes blancs                    | 2 515       | 3,61        |
| Votes nuls               | Votes nuls               | Votes nuls               | Votes nuls                                | Votes nuls                      | 4 461       | 6,35        |
| Total                    | Total                    | Total                    | Total                                     | Total                           | 69 610      | 100         |
| Abstention               | Abstention               | Abstention               | Abstention                                | Abstention                      | 14 972      | 17,70       |
| Inscrits / participation | Inscrits / participation | Inscrits / participation | Inscrits / participation                  | Inscrits / participation        | 84 582      | 82,30       |

### Conseil municipal
|             |                          |          |                                           |       |      |  |
| Tour unique |                          |          |                                           |       |      |  |
| Classement  | Candidat                 | Candidat | Parti                                     | Voix  | %    |  |
| n°1         | Aldair Nunes Elias       |          | Parti de la patrie libre                  | 2 365 | 3,40 |  |
| n°2         | Helter Ferreira          |          | Parti des travailleurs                    | 2 217 | 3,18 |  |
| n°3         | Bubute                   |          | Parti des travailleurs                    | 2 123 | 3,05 |  |
| n°4         | Valdevino Costa da Silva |          | Parti des travailleurs                    | 2 119 | 3,04 |  |
| n°5         | Fabiano Horta            |          | Parti des travailleurs                    | 2 062 | 2,96 |  |
| n°6         | Adelso Pereira           |          | Parti républicain progressiste            | 1 692 | 2,87 |  |
| n°7         | Alcebiades Machado Filho |          | Parti du mouvement démocratique brésilien | 1 741 | 2,50 |  |
| n°8         | Filipe Bittencourt       |          | Parti du mouvement démocratique brésilien | 1 406 | 2,02 |  |
| n°9         | Ademilton da Silva Diniz |          | Parti travailliste brésilien              | 1 386 | 1,99 |  |
| n°10        | Robson Dutra da Silva    |          | Parti du mouvement démocratique brésilien | 1 272 | 1,83 |  |
| n°11        | Frank da Costa           |          | Parti travailliste du Brésil              | 825   | 1,19 |  |